# Vamık Volkan

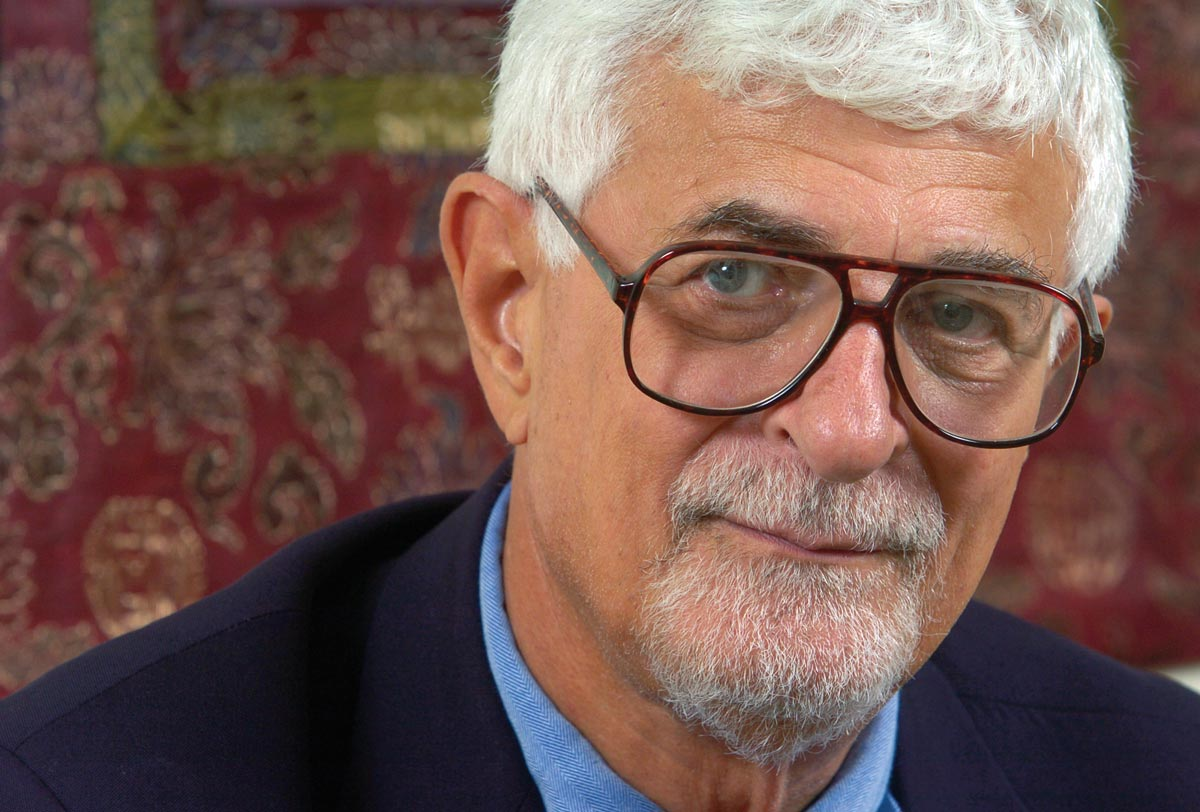
Vamık Volkan (2007)

Vamık Djemal Volkan (* 13. Dezember 1932 in Nikosia) ist ein US-amerikanischer Psychiater und Psychoanalytiker zyperntürkischer Herkunft und emeritierter Professor an der University of Virginia, der sich auf dem Gebiet der Friedens- und Konfliktforschung einen Namen gemacht hat.

## Leben
Vamık Volkan entstammt einer türkischen Familie in Zypern und studierte an der Universität Ankara Medizin. 1957 wanderte er in die USA aus, wo er sich zum Psychiater und Analytiker ausbilden ließ. Bis 2001 war er Professor für Psychiatrie an der University of Virginia School of Medicine in Charlottesville.

## Friedens- und Konfliktforschung
Volkan erforscht die Psychologie internationaler Konflikte und entwickelte neue Theorien des Groß-Gruppenverhaltens in Friedens- und Kriegszeiten. Er war Gründungsmitglied und Präsident der International Society of Political Psychology (ISPP). 1987 gründete er das „Center for the Study of Mind and Human Interaction“ (CSMHI), das er bis 2002 leitete. Das CSMHI ist ein interdisziplinäres Zentrum, das sich auf Konfliktlösungen und Friedensarbeit vor allem in Osteuropa spezialisiert hat.
Volkan war als Berater, Vermittler und Gesandter für die UNO ebenso wie für die American Psychiatric Association und andere internationale Organisationen in vielen Krisengebieten der Welt unterwegs und in der präventiven und akuten Krisenintervention tätig.
2006 leitete er ein internationales Symposium der Sigmund-Freud-Privatstiftung zum Thema „Psychoanalyse und Gewalt“. Im Sommersemester 2006 war Vamık Volkan auch Freud-Fulbright-Professor der Sigmund-Freud-Privatstiftung.
Vamık Volkan ist Autor und Co-Autor von mehr als 30 Büchern, die in mehr als 12 Sprachen übersetzt wurden.

## Auszeichnungen
- 1995 „Max Hayman Award“ der American Orthopsychiatric Association
- 1996 „L. Bryce Boyer Award“ der American Anthropology Association
- 2003 Internationaler Sigmund-Freud-Preis für Psychotherapie der Stadt Wien
- 2004 „Teacher of the Year Award“ des American College of Psychoanalysts
- 2005 Ehrendoktorwürde der Universität Kuopio[1]
- 2006 Ehrendoktorwürde der Universität Ankara[2]

Vamik Volkan ist 2005, 2006 und 2007 für den Friedensnobelpreis vorgeschlagen worden.

## Werke in deutscher Sprache
- Blindes Vertrauen. Großgruppen und ihre Führer in Zeiten der Krise und des Terrors (Originaltitel: Blind Trust: Large Groups and Their Leaders in Times of Crisis and Terror). Psychosozial-Verlag, Gießen 2005. ISBN 3-89806-291-0
- Das infantile psychotische Selbst und seine weitere Entwicklung. Verständnis und Behandlung schizophrener und anderer schwieriger Patienten. Vandenhoeck und Ruprecht, Göttingen 2003, ISBN 3-525-46202-6
- mit Elizabeth Zintl: Wege der Trauer. Leben mit Tod und Verlust. Psychosozial-Verlag, Gießen 2000. ISBN 3-932133-98-6
- Das Versagen der Diplomatie. Zur Psychoanalyse nationaler, ethnischer und religiöser Konflikte. Psychosozial-Verlag, Gießen 1999, ISBN 3-932133-49-8
- Psychoanalyse der frühen Objektbeziehungen. Zur psychoanalytischen Behandlung psychotischer, präpsychotischer und narzißtischer Störungen Klett-Cotta, Stuttgart 1978, 2. Aufl. 1999, ISBN 3-608-94216-5
- Blutsgrenzen. Die historischen Wurzeln und die psychologischen Mechanismen ethnischer Konflikte und ihre Bedeutung bei Friedensverhandlungen. (Originaltitel: Blood lines) Scherz, Bern 1999, ISBN 3-502-15800-2
- mit Gabriele Ast: Spektrum des Narzissmus: eine klinische Studie des gesunden Narzissmus, des narzisstisch-masochistischen Charakters, der narzisstischen Persönlichkeitsorganisation, des malignen Narzissmus und des erfolgreichen Narzissmus. Vandenhoeck und Ruprecht, Göttingen 1994, ISBN 3-525-45770-7
- mit Gabriele Ast: Eine Borderline-Therapie: strukturelle und Objektbeziehungskonflikte in der Psychoanalyse der Borderline-Persönlichkeitsorganisation. Vandenhoeck und Ruprecht, Göttingen 1992, ISBN 3-525-45739-1